# Niederkirchen bei Deidesheim

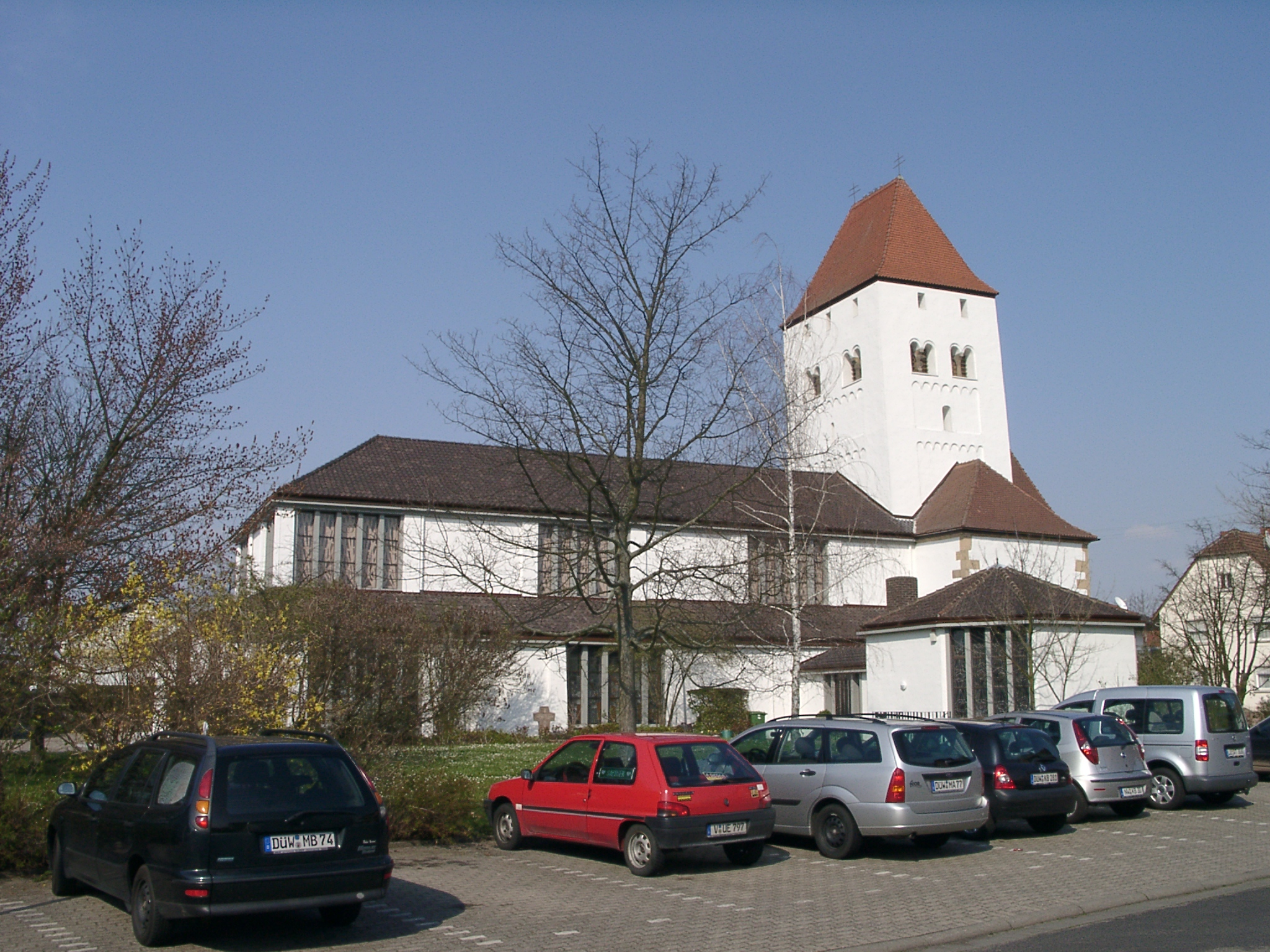
Giáo đường ở Niederkirchen

Niederkirchen là một đô thị thuộc đô thị kết hợp Deidesheim, huyện Bad Dürkheim. Dân số cuối năm 2006 là 2396 người, cự ly 2 km về phía đông của Deidesheim.